# Carringtonov događaj
Carringtonov događaj uzrokovao je 1859. godine najveću znanstveno opaženu magnetsku oluju na Zemlji.
Od 28. kolovoza do 4. rujna 1859. došlo je do nekoliko snažnih sunčevih baklja koje je među ostalima promatrao britanski astronom Richard Christopher Carrington. Izbačena materija (Koronalni izbačaji masa) imala je brzinu od preko 2000 km / s. Dostigle su zemlju nakon 17,5 sati. U noći od 1. do 2. rujna zabilježena do tada je najmoćnija geomagnetska oluja. 
Polarna svjetla se se mogla vidjeti čak i u Rimu, Havani i Havajima. 
Na višim zemljopisnim širinama sjeverne Europe i Sjeverne Amerike, zbog velikog nastalog električnog napona pregorile su brzojavne linije, zapalio se brzojavni papir i brzojavna mreža diljem svijeta bila je masovno pogođena.
Prema najnovijim otkrićima, ove magnetske oluje pojavljuju se češće, ali ne pogode uvijek Zemlju. 
Prema analizi opservacijskih podataka istraživači NASA-e objavili su 2014. godine da je Zemlja usko izbjegla "solarnu veliku erupciju" 23. srpnja 2012. Događaj bi bio barem jak kao događaj iz 1859. godine.
Ako slična oluja dogodila danas, nastali bi katastrofalni učinci po suvremene energetske i telekomunikacijske mreže.

## Vanske poveznice
- A super solar flare